# ويل ماريون كوك
ويل ماريون كوك (بالإنجليزية: Will Marion Cook)‏ هو عازف كمان وملحن أمريكي، ولد في 27 يناير 1869 في واشنطن العاصمة في الولايات المتحدة، وتوفي في 19 يوليو 1944 في نيويورك في الولايات المتحدة بسبب سرطان البنكرياس وأمراض القلب.

## وصلات خارجية
- ويل ماريون كوك على موقع IMDb (الإنجليزية)
- ويل ماريون كوك على موقع ميوزك برينز (الإنجليزية)
- ويل ماريون كوك على موقع قاعدة بيانات برودواي على الإنترنت (الإنجليزية)
- ويل ماريون كوك على موقع ديسكوغز (الإنجليزية)